# 药王洞乡
药王洞乡是中国陕西省咸阳市礼泉县下辖的一个乡。

## 行政区划
药王洞乡下辖以下行政区：
北庄头村、西庄头村、张旗寨村、花庙寨村、西雒村、雒村、唐家村、井泉村、茨林村、北晏村、南晏村、鲁店村、三联村、邓家村、寨子村、王家村、扶南村、仪门寺村、张家村、朱罗村